# Magnus Cato
Magnus Cato (Gotemburgo, 30 de junho de 1967) é um ex-handebolista profissional sueco, medalhista olimpico.
Magnus Cato fez parte do elenco medalha de prata de Barcelona 1992, com 6 partidas e 6 gols.